# Challenger de Mérida 2025
El torneo Yucatán Open 2025 fue un torneo de tenis perteneció al ATP Challenger Tour 2025 en la categoría Challenger 75. Se trató de la 2ª edición; el torneo tuvo lugar en la ciudad de Mérida (México), desde el 17 hasta el 23 de marzo de 2025 sobre pista de tierra batida al aire libre.

## Jugadores participantes del cuadro de individuales
| Preclasificado | País                  | Jugador               | Rank1 | Posición en el torneo |
| 1              | Bandera de Bolivia    | Hugo Dellien          | 103   | Semifinales           |
| 2              | Bandera de Chile      | Cristian Garín        | 138   | Semifinales           |
| 3              | Bandera de Argentina  | Juan Pablo Ficovich   | 169   | FINAL                 |
| 4              | Bandera de Brasil     | Felipe Meligeni Alves | 179   | CAMPEÓN               |
| 5              | Bandera de Australia  | Bernard Tomic         | 216   | Segunda ronda         |
| 6              | Bandera de Kazajistán | Dmitry Popko          | 220   | Segunda ronda         |
| 7              | Bandera de México     | Rodrigo Pacheco       | 231   | Cuartos de final      |
| 8              | Bandera de Francia    | Enzo Couacaud         | 242   | Segunda ronda         |

- 1 Se ha tomado en cuenta el ranking del 3 de marzo de 2025.

### Otros participantes
Los siguientes jugadores recibieron una invitación (wild card), por lo tanto ingresan directamente al cuadro principal (WC):
- Rodrigo Alujas
- Alex Hernández
- Miguel Tobón

Los siguientes jugadores ingresan al cuadro principal tras disputar el cuadro clasificatorio (Q):
- Robin Catry
- Trey Hilderbrand
- Dan Martin
- Karl Poling
- Alan Fernando Rubio
- Joshua Sheehy

## Campeones

### Individual Masculino
- Felipe Meligeni Alves derrotó en la final a  Juan Pablo Ficovich por 6–2, 1–6, 6–2

### Dobles Masculino
- Kilian Feldbausch /  Rodrigo Pacheco Méndez derrotaron en la final a  George Goldhoff /  Trey Hilderbrand por 6–4, 6–2